# Blanca Estela Gómez Carmona
Blanca Estela Gómez Carmona (Calimaya, Estado de México, 16 de mayo de 1962) es una política mexicana, miembro del Partido Revolucionario Institucional. Ha sido en dos ocasiones diputada federal y presidente municipal de Almoloya de Juárez.

## Biografía
Blanca Estela Gómez Carmona es licenciada en Educación, ejerciendo la docencia en diversas escuelas secundarias y preparatorias del Estado de México, llegando a la dirección de escuela secundaria. Es miembro del PRI desde 1980.
Desde 1993 a 2000 participó en diversas campañas y procesos electorales en apoyo a los candidatos del PRI. En 2000 fue electa regidora del ayuntamiento de Almoloya de Juárez, cargo que concluyó en 2003, ese último año fue electa por primera ocasión diputada federal, en representación del Distrito 9 del estado de México a la LIX Legislatura y en la cual fue integrante de las comisiones de Educación Pública y Servicios Educativos; de Cultura; de Justicia y Derechos Humanos y Especial para dar seguimiento a las investigaciones relacionadas con los feminicidios en la República Mexicana y la procuración de justicia vinculada. De 2006 a 2009 fue diputada a la LVI Legislatura del Congreso del Estado de México por el distrito 40 local con cabecera en Zinacantepec; en ella fue integrante de las comisiones de Educación y Cultura; de Protección e Integración al Desarrollo de las Personas con Discapacidades, y de Equidad y Género; así como integrante del comité de Asuntos Legislativos.
Al término de su diputación, fue electa presidente municipal de Almoloya de Juárez, ejerciendo de 2009 a 2012, y en 2012 por segunda ocasión fue diputada federal, en esta ocasión por el Distrito 23 del estado de México a la LXII Legislatura; en esta legislatura fue secretaria de las comisiones de Cambio Climático; de Desarrollo Rural; y de Reforma Agraria.